# Jan Franciszek Poźniak
Jan Franciszek Poźniak herbu Grzymała – podwojewodzi wileński w 1666 roku, pisarz ziemski wileński w latach 1663–1666, pisarz dekretowy Wielkiego Księstwa Litewskiego w latach 1660–1664, pisarz grodzki żmudzki w latach 1659–1663.
Poseł województwa inflanckiego na sejm 1661 roku. Poseł sejmiku wileńskiego na sejm 1664/1665 roku, sejm 1665 roku, pierwszy sejm 1666 roku.